# Favorinidae
Favorinidae är en familj av snäckor. Favorinidae ingår i ordningen nakensnäckor, klassen snäckor, fylumet blötdjur och riket djur.
Familjen innehåller bara släktet Favorinus.

## Bildgalleri

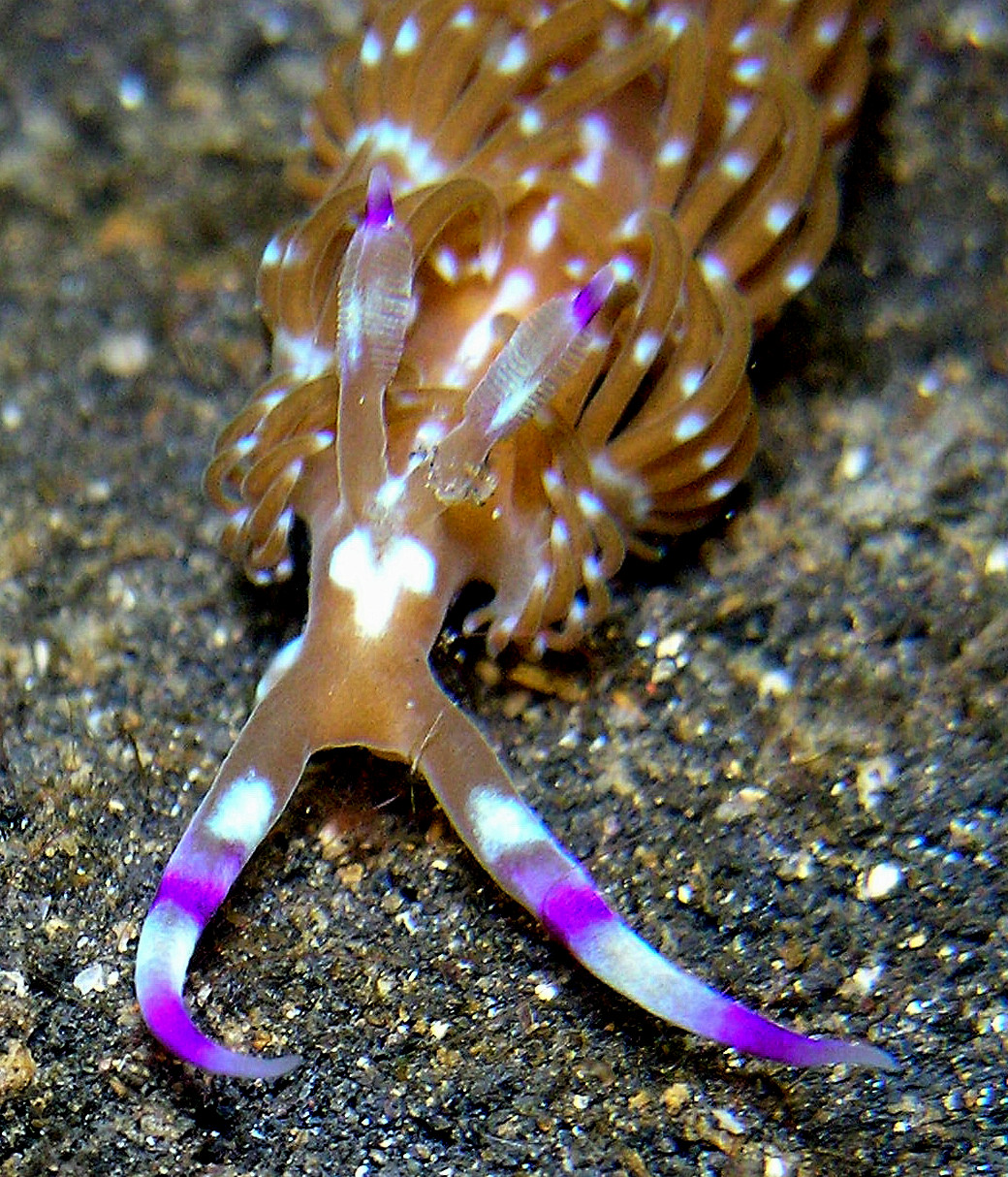